# Massacre d'Ispahan
En 1387, Tamerlan effectue des raids en Iran. Il fit ainsi le siège de la ville perse d'Ispahan.
Lorsque les habitants se rendirent, Tamerlan exigea qu'ils lui versent un impôt en échange de leurs vies et de leurs biens.
Durant la nuit du 16 novembre, un soulèvement se produisit dans la ville et les rebelles massacrèrent de nombreux percepteurs ainsi que des soldats.
En représailles, Tamerlan ordonna l'extermination de la population d'Ispahan. Bien qu'on rencontre fréquemment une estimation de 70 000 victimes, des évaluations plus précises chiffrent le massacre à environ 40 000 morts. Cette comptabilité macabre est établie à partir du récit d'un témoin oculaire évoquant 28 pyramides d'environ 1 500 crânes chacune .